# Gabrielle Bossis
Gabriele Bossis (Nantes, 26. veljače 1874. - Nantes, 9. lipnja 1950.) - francuska katolička mističarka, medicinska sestra, glumica, članica Franjevačkog svjetovnog reda, autorica knjige "On i ja".
Rođena je kao posljednje od četvero djece bogate obitelji srednje klase. U samostanskoj školi u Nantesu bila je inteligentna i darovita. U lipnju 1886. pristupila je prvoj svetoj pričesti, koju je vrlo duboko proživjela. Nakon završetka studija, suprotno očekivanjima svojih poglavarica, nije otišla u samostan nego je izabrala običan obiteljski život; dok u isto vrijeme razvija duboki unutarnji život usmjeren prema Bogu.
Tijekom Prvog svjetskog rata bila je četiri godine medicinska sestra, prvo u bolnici, a zatim na fronti kod Verduna.
Godine 1923., na zahtjev župnika Le Fresne-sur-Loire, napisala je dramu "Car", koja je doživjela veliki uspjeh i u susjednim župama. Bossis nije samo pisala drame, već ih je i režirala i glumila u njima. Autorica je i mnogih drugih djela u kojima se duhoviti i vedri sadržaji spajaju s moralnom i vjerskom pozadinom. Ubrzo je postala poznata i sa svojim predstavama proputovala ne samo Francusku, već i druge zemlje Europe, Sjeverne Afrike, Sjeverne Amerike i Kanade.
U 62. godini života, u kolovozu 1936., na brodu Ile de Franceu prvi je put čula tajanstveni unutarnji glas koji ju je od tada pratio sve do smrti. Riječi za koje prihvaća da dolaze od Spasitelja Isusa Krista zapisala je i napisala 10 bilježnica tijekom 14 godina. Godine 1944. predala je svoje bilješke biskupu Villepeletu, a četiri godine kasnije, 1948., anonimno je objavila prvi svezak izbora svojih bilješki, koji je bio oduševljeno primljen u Francuskoj, gdje je do 1967. bilo 50 izdanja knjige "On i ja". Izdan im je crkveni Imprimatur i Nihil obstat, koji potvrđuju da sadržaj sadržan u njima nije u suprotnosti s naukom Katoličke Crkve u pogledu vjere ili morala.
Umrla je 9. lipnja 1950., noć nakon Tijelovskog četvrtka.